# 22134 Kirian
22134 Kirian (2000 UA66) là một tiểu hành tinh vành đai chính được phát hiện ngày 25 tháng 10 năm 2000 bởi nhóm nghiên cứu tiểu hành tinh gần Trái Đất phòng thí nghiệm Lincoln ở Socorro.